# Налог на побег из Рейха
Налог на побег из Рейха (нем. Reichsfluchtsteuer) — налог, учреждённый 8 декабря 1931 года во время «Великой депрессии». 25-процентный налог налагался на эмигранта, если стоимость его имущества превосходила 200 тысяч рейхсмарок или же его годовой доход превышал 20 тысяч рейхсмарок.
До 1933 года немецкий бюджет получил около 1 млн марок дохода от этого налога. По мере роста нацистского террора и увеличения потока эмигрантов, налог составлял всё более значительную часть доходов нацистской Германии. В 1933 году доход от налога составил 17 миллионов рейхсмарок, а в 1938 году он достиг своего апогея в размере 342 миллионов рейхсмарок. В целом доходы от «Налога на побег из Рейха» за весь период его существования составили 941 млн рейхсмарок. До 90 % налоговых поступлений составлял налог на людей, покидавших Германию из-за преследований расистского характера (в основном евреев).
Если до конца Веймарской республики целью налога было предотвращение эмиграции богатых предпринимателей из Германии, то при нацистах, наоборот, порог налогообложения был снижен с тем, чтобы охватить максимально высокое число выезжающих. При этом вплоть до открытого запрета еврейской эмиграции в октябре 1941 года нацисты поощряли эмиграцию евреев при условии уплаты ими налога. Тяжесть налога усугублялась невыгодным обменным курсом, который применял Рейхсбанк по отношению к вывозимым средствам, остававшимся после уплаты налога.
«Налог на побег из Рейха», который оплатила Мари Бонапарт, позволил Зигмунду Фрейду выехать в июне 1938 года из Вены в Англию.